# Big6
Big6 är en Europaliga i amerikansk fotboll, som styrs av det europeiska förbundet för amerikansk fotboll. Dess finalspel kallas Eurobowl. Ligan startas under 2014.